# Język yeresiam
Język yeresiam (lub yerisiam), także: iresim, beduba – język austronezyjski używany w prowincjach Papua i Papua Zachodnia w Indonezji (kabupateny Nabire i Kaimana). Według danych z 2000 roku posługuje się nim 70 osób.
Jest używany na wschód od obszaru języka yaur. Publikacja Peta Bahasa podaje, że jego użytkownicy zamieszkują wieś Sima (dystrykt Yaur, kabupaten Nabire) oraz tereny na północ od tej miejscowości. Zagrożony wymarciem, jest wypierany przez język indonezyjski.
Jest jednym z nielicznych tonalnych języków austronezyjskich.
Nie wykształcił piśmiennictwa.